# Albert Iremonger
Albert Iremonger, né le 15 juin 1884 à Wilford et mort le 9 mars 1958, est un footballeur anglais qui évoluait au poste de gardien de but. Il était également joueur de cricket. 
Son frère, James Iremonger (en), était, quant à lui, un joueur international de cricket.

## Biographie
Il est connu pour être le joueur le plus capé du Notts County FC. Avec 601 titularisations officielles entre 1904 et 1926, il devance le défenseur Brian Stubbs, 486 titularisations.
Une rue à son nom lui est dédiée. Elle est adjacente au Meadow Lane, le stade actuel du Notts County.